# Jonathan Del Galdo
Jonathan Del Galdo (Genova, 22 marzo 1975) è un allenatore di pallanuoto italiano, allenatore della Lugano Pallanuoto e della nazionale svizzera.

## Carriera

### Giocatore
Debutta nella stagione 1988-1989 come giocato in serie A1 nel Rari Nantes Bogliasco ed è titolare in prima squadra sino al 2004. Nella stagione 2004-2005 è in A2 con il Como Nuoto  sino al passaggio a bordo vasca con la ASD Pro Recco.

### Allenatore
La carriera da allenatore inizia con il settore giovanile del Rari Nantes Bogliasco nel 2005 per passare poi nel 2009 alla prima squadra che gioca nel campionato A1.
È stato collaboratore tecnico della R.N. Sori
Nella stagione 2010-2011 alla guida del Rari Nantes Bogliasco subentra al tecnico Massimo De Crescenzo a causa delle recenti delusioni e dei postumi dell'intervento al quale De Crescenzo era stato sottoposto.
Dal 2011 è stato vice di Pino Porzio allenatore della Pro Recco. La prima stagione, 2011-2012 la Pro Recco ha vinto il campionato della Lega Adriatica.
Nella stagione 2015-2016 è stato secondo allenatore con Amedeo Pomilio  sempre alla Pro Recco. 
Con Ratko Rudic nella Pro Recco ha partecipato al Campionato italiano nella stagione 2018-19 ed alla Coppe Italia nel 2019
Più recentemente per la società che si è appena laureata Campione d’Europa è stato responsabile del settore giovanile.
Nella stagione 2021-22, alla guida del Quinto raggiunge un inaspettato settimo posto.
Dalla stagione 2022-23 è head coach della Lugano Pallanuoto, in Svizzera.
Dal 1º ottobre 2023 viene nominato commissario tecnico della nazionale svizzera, restando al contempo allenatore del Lugano.

## Statistiche

### Carriera da allenatore
Statistiche aggiornate al 23 dicembre 2010.
| Stagione        | Squadra         | Campionato      | Campionato | Campionato | Campionato | Campionato | Coppe nazionali | Coppe nazionali | Coppe nazionali | Coppe nazionali | Coppe nazionali | Coppe continentali | Coppe continentali | Coppe continentali | Coppe continentali | Coppe continentali | Totale | Totale | Totale | Totale |
| Stagione        | Squadra         | Comp            | Pres       | Vit        | Par        | Sco        | Comp            | Pres            | Vit             | Par             | Sco             | Comp               | Pres               | Vit                | Par                | Sco                | Pres   | Vit    | Par    | Sco    |
| --------------- | --------------- | --------------- | ---------- | ---------- | ---------- | ---------- | --------------- | --------------- | --------------- | --------------- | --------------- | ------------------ | ------------------ | ------------------ | ------------------ | ------------------ | ------ | ------ | ------ | ------ |
| 2010-2011       | Bogliasco       | A1              | 10         | 3          | 2          | 5          | -               | -               | -               | -               | -               | -                  | -                  | -                  | -                  | -                  | -      | -      | -      | -      |
| Totale carriera | Totale carriera | Totale carriera | 10         | 3          | 2          | 5          | -               | -               | -               | -               | -               | -                  | -                  | -                  | -                  | -                  | -      | -      | -      | -      |